# Löksläktet
Löksläktet (Allium) är ett växtsläkte med omkring 550–700 arter varav åtta förekommer vilt i Sverige; en av dem är ramslök (A. ursinum). Flera odlas som köksväxter, såsom gräslök (A. schoenoprasum), purjolök (A. porrum), vitlök (A. sativum), salladslök och matlök, (A. cepa). Gul lök, rödlök, syltlök och schalottenlök är sortgrupper av matlöken (A. cepa).
Honungslökssläktet (Nectaroscordum) räknas numera till Allium .
Lökarna är fleråriga örter som växer i tempererade områden på norra halvklotet, förutom några få arter i Chile, Brasilien och tropiska områden i Afrika.
Lök härrör från det urgermanska ordet *lauka- (lökväxt), med oklar härrinnelse.
Allium härrör från det keltiska ordet all som betyder 'kraftig lukt'.

## Bildgalleri

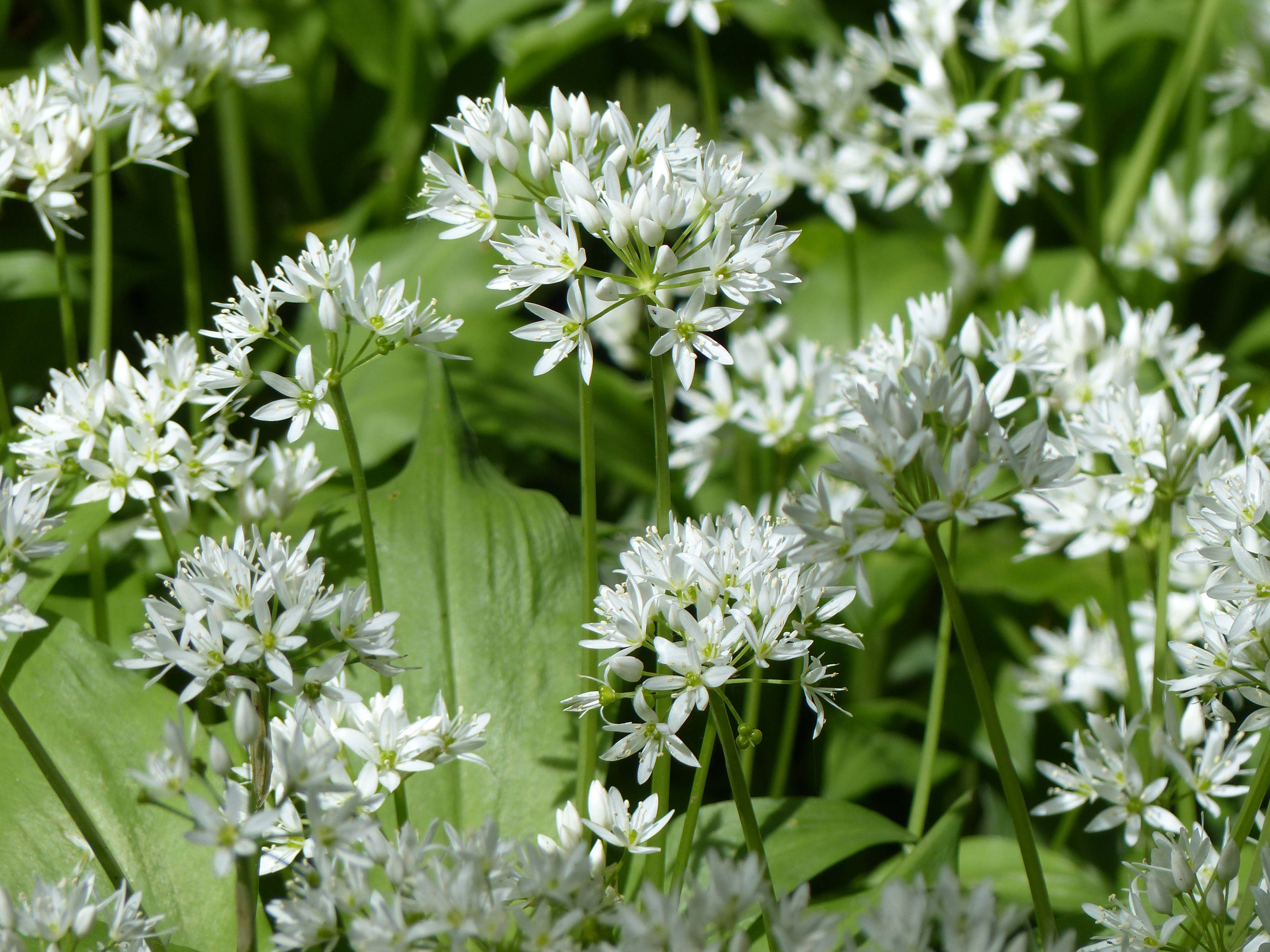
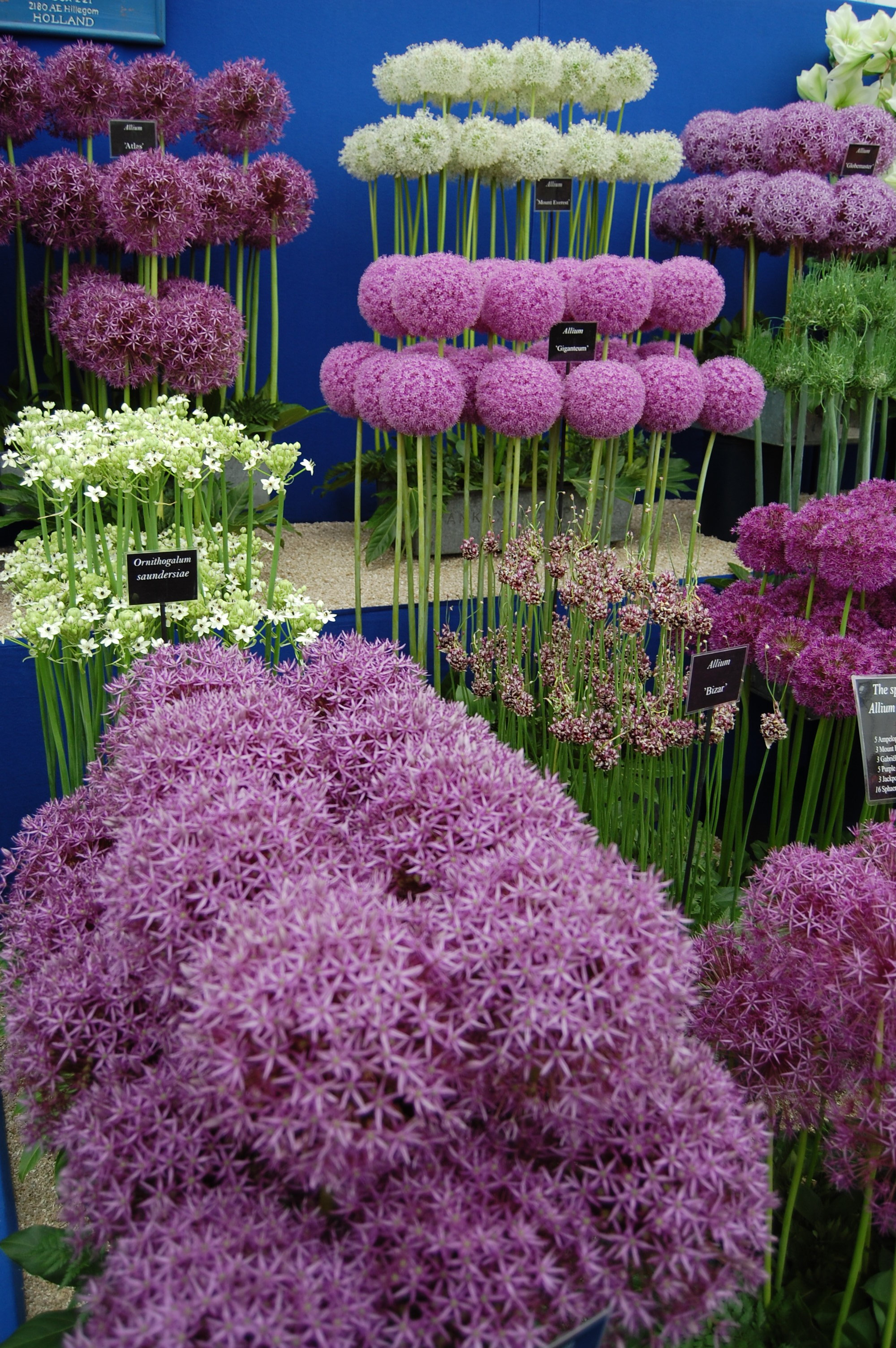

## Dottertaxa till Lökar, i alfabetisk ordning[1]
- Allium aaseae
- Allium abbasii
- Allium abramsii
- Allium achaium
- Allium acidoides
- Allium aciphyllum
- Allium acuminatum
- Allium acutiflorum
- Allium aegilicum
- Allium aeginiense
- Allium affine
- Allium afghanicum
- Allium aflatunense
- Allium agrigentinum
- Allium akaka
- Allium alabasicum
- Allium alaicum
- Allium albiflorum
- Allium albotunicatum
- Allium albovianum
- Allium alexandrae
- Allium alexeianum
- Allium alibile
- Allium alpinarii
- Allium altaicum
- Allium altissimum
- Allium altoatlanticum
- Allium altyncolicum
- Allium amethystinum
- Allium ampeloprasum
- Allium amphibolum
- Allium amplectens
- Allium anacoleum
- Allium anatolicum
- Allium anceps
- Allium angulosum
- Allium anisopodium
- Allium anisotepalum
- Allium antalyense
- Allium antiatlanticum
- Allium antonii-bolosii
- Allium anzalonei
- Allium apolloniensis
- Allium apulum
- Allium archeotrichon
- Allium arkitense
- Allium arlgirdense
- Allium armenum
- Allium armerioides
- Allium aroides
- Allium artemisietorum
- Allium asarense
- Allium ascalonicum
- Allium aschersonianum
- Allium asclepiadeum
- Allium asirense
- Allium asperiflorum
- Allium assadii
- Allium atropurpureum
- Allium atrorubens
- Allium atrosanguineum
- Allium atroviolaceum
- Allium aucheri
- Allium auriculatum
- Allium austroiranicum
- Allium austrokyushuense
- Allium austrosibiricum
- Allium autumnale
- Allium autumniflorum
- Allium azaurenum
- Allium aznavense
- Allium azutavicum
- Allium backhousianum
- Allium baekdusanense
- Allium baeticum
- Allium bajtulinii
- Allium bakhtiaricum
- Allium balansae
- Allium balkhanicum
- Allium baluchistanicum
- Allium barsczewskii
- Allium barthianum
- Allium bassitense
- Allium baytopiorum
- Allium beesianum
- Allium bekeczalicum
- Allium bellulum
- Allium bidentatum
- Allium bigelowii
- Allium birkinshawii
- Allium bisceptrum
- Allium bisotunense
- Allium blandum
- Allium blomfieldianum
- Allium boissieri
- Allium bolanderi
- Allium bornmuelleri
- Allium borszczowii
- Allium botschantzevii
- Allium bourgeaui
- Allium brachyodon
- Allium brachyscapum
- Allium brachyspathum
- Allium bracteolatum
- Allium brandegeei
- Allium brevicaule
- Allium brevidens
- Allium brevidentatum
- Allium brevidentiforme
- Allium brevipes
- Allium breviradium
- Allium breviscapum
- Allium brevistylum
- Allium brulloi
- Allium brussalisii
- Allium bucharicum
- Allium bungei
- Allium burjaticum
- Allium burlewii
- Allium caeruleum
- Allium caesioides
- Allium caesium
- Allium caespitosum
- Allium calabrum
- Allium calamarophilon
- Allium callidyction
- Allium callimischon
- Allium calocephalum
- Allium calyptratum
- Allium campanulatum
- Allium canadense
- Allium candargyi
- Allium candolleanum
- Allium capitellatum
- Allium cappadocicum
- Allium caput-medusae
- Allium cardiostemon
- Allium carinatum
- Allium carmeli
- Allium caroli-henrici
- Allium carolinianum
- Allium caspium
- Allium cassium
- Allium castellanense
- Allium cathodicarpum
- Allium cepa
- Allium cernuum
- Allium chalcophengos
- Allium chalkii
- Allium chamaemoly
- Allium chamaespathum
- Allium chamarense
- Allium changduense
- Allium chelotum
- Allium chienchuanense
- Allium chinense
- Allium chitralicum
- Allium chiwui
- Allium chloranthum
- Allium chloroneurum
- Allium chlorotepalum
- Allium chodsha-bakirganicum
- Allium choriotepalum
- Allium chrysantherum
- Allium chrysanthum
- Allium chrysocephalum
- Allium chrysonemum
- Allium chychkanense
- Allium circassicum
- Allium circinatum
- Allium circumflexum
- Allium cisferganense
- Allium clathratum
- Allium clausum
- Allium clivorum
- Allium colchicifolium
- Allium columbianum
- Allium commutatum
- Allium condensatum
- Allium confragosum
- Allium consanguineum
- Allium constrictum
- Allium convallarioides
- Allium cornutum
- Allium corsicum
- Allium coryi
- Allium costatovaginatum
- Allium crameri
- Allium cratericola
- Allium crenulatum
- Allium crispum
- Allium cristophii
- Allium croaticum
- Allium crystallinum
- Allium cucullatum
- Allium cupani
- Allium cupuliferum
- Allium curtum
- Allium cuthbertii
- Allium cyaneum
- Allium cyathophorum
- Allium cyprium
- Allium cyrilli
- Allium czelghauricum
- Allium daghestanicum
- Allium damascenum
- Allium daninianum
- Allium darwasicum
- Allium dasyphyllum
- Allium decaisnei
- Allium deciduum
- Allium decipiens
- Allium delicatulum
- Allium deltoidefistulosum
- Allium dentigerum
- Allium denudatum
- Allium derderianum
- Allium deserti-syriaci
- Allium desertorum
- Allium diabolense
- Allium dichlamydeum
- Allium dictuon
- Allium dictyoprasum
- Allium dictyoscordum
- Allium dilatatum
- Allium dinsmorei
- Allium diomedeum
- Allium dirphianum
- Allium djimilense
- Allium dodecadontum
- Allium dodecanesi
- Allium dolichomischum
- Allium dolichostylum
- Allium dolichovaginatum
- Allium douglasii
- Allium drepanophyllum
- Allium drobovii
- Allium drummondii
- Allium drusorum
- Allium dumetorum
- Allium durangoense
- Allium ebusitanum
- Allium eduardi
- Allium egorovae
- Allium eivissanum
- Allium elburzense
- Allium eldivanense
- Allium elegans
- Allium elegantulum
- Allium ellisii
- Allium elmaliense
- Allium elmendorfii
- Allium enginii
- Allium erdelii
- Allium eremoprasum
- Allium ericetorum
- Allium eriocoleum
- Allium ertugrulii
- Allium erubescens
- Allium erythraeum
- Allium esfandiarii
- Allium euboicum
- Allium eugenii
- Allium eulae
- Allium eurotophilum
- Allium eusperma
- Allium exaltatum
- Allium exile
- Allium falcifolium
- Allium fanjingshanense
- Allium fantasmasense
- Allium farctum
- Allium fasciculatum
- Allium favosum
- Allium fedtschenkoi
- Allium feinbergii
- Allium ferganicum
- Allium fethiyense
- Allium fetisowii
- Allium fibriferum
- Allium fibrillum
- Allium filidens
- Allium filidentiforme
- Allium fimbriatum
- Allium fistulosum
- Allium flavellum
- Allium flavescens
- Allium flavidum
- Allium flavovirens
- Allium flavum
- Allium flexuosum
- Allium forrestii
- Allium franciniae
- Allium fraseri
- Allium frigidum
- Allium fritschii
- Allium funckiifolium
- Allium furkatii
- Allium fuscoviolaceum
- Allium fuscum
- Allium galanthum
- Allium galileum
- Allium garbarii
- Allium garganicum
- Allium geyeri
- Allium giganteum
- Allium gilgiticum
- Allium gillii
- Allium glaciale
- Allium glandulosum
- Allium glomeratum
- Allium glumaceum
- Allium goekyigitii
- Allium goloskokovii
- Allium gomphrenoides
- Allium gooddingii
- Allium gorumsense
- Allium goulimyi
- Allium gracillimum
- Allium gramineum
- Allium grande
- Allium graveolens
- Allium greuteri
- Allium griffithianum
- Allium grisellum
- Allium grosii
- Allium guanxianense
- Allium guatemalense
- Allium gubanovii
- Allium guicciardii
- Allium gunibicum
- Allium gusaricum
- Allium guttatum
- Allium gypsaceum
- Allium gypsodictyum
- Allium haemanthoides
- Allium haematochiton
- Allium hamedanense
- Allium hamrinense
- Allium haneltii
- Allium hedgei
- Allium heldreichii
- Allium helicophyllum
- Allium hemisphaericum
- Allium henryi
- Allium herderianum
- Allium hermoneum
- Allium heteronema
- Allium hexaceras
- Allium hickmanii
- Allium hierosolymorum
- Allium hindukuschense
- Allium hintoniorum
- Allium hirtovaginatum
- Allium hirtovaginum
- Allium hissaricum
- Allium hoffmanii
- Allium hollandicum
- Allium hookeri
- Allium hooshidaryae
- Allium horvatii
- Allium howellii
- Allium huber-morathii
- Allium humile
- Allium huntiae
- Allium hyalinum
- Allium hymenorhizum
- Allium hymettium
- Allium hypsistum
- Allium ilgazense
- Allium iliense
- Allium inaequale
- Allium inconspicuum
- Allium incrustatum
- Allium inderiense
- Allium inops
- Allium insubricum
- Allium insufficiens
- Allium integerrimum
- Allium intradarvazicum
- Allium inutile
- Allium ionandrum
- Allium ionicum
- Allium iranicum
- Allium isakulii
- Allium isauricum
- Allium ivasczenkoae
- Allium jacquemontii
- Allium jaegeri
- Allium jaxarticum
- Allium jepsonii
- Allium jesdianum
- Allium jodanthum
- Allium joharchii
- Allium jubatum
- Allium jucundum
- Allium juldusicola
- Allium julianum
- Allium junceum
- Allium karacae
- Allium karamanoglui
- Allium karataviense
- Allium karelinii
- Allium karistanum
- Allium karyeteini
- Allium kaschianum
- Allium kastambulense
- Allium kasteki
- Allium kazerouni
- Allium kermesinum
- Allium keusgenii
- Allium kharputense
- Allium khozratense
- Allium kiiense
- Allium kingdonii
- Allium kirindicum
- Allium koelzii
- Allium koenigianum
- Allium kokanicum
- Allium kollmannianum
- Allium komarowii
- Allium kopetdagense
- Allium koreanum
- Allium korolkowii
- Allium kossoricum
- Allium kotschyi
- Allium koyuncui
- Allium kuhsorkhense
- Allium kujukense
- Allium kunthianum
- Allium kuramense
- Allium kurssanovii
- Allium kurtzianum
- Allium kwakense
- Allium kysylkumi
- Allium lachnophyllum
- Allium lacunosum
- Allium lagarophyllum
- Allium lalesaricum
- Allium lamondiae
- Allium lasiophyllum
- Allium latifolium
- Allium ledebourianum
- Allium lefkarense
- Allium lehmannianum
- Allium lehmannii
- Allium lemmonii
- Allium lenkoranicum
- Allium leptomorphum
- Allium leucanthum
- Allium leucocephalum
- Allium leucosphaerum
- Allium libani
- Allium lilacinum
- Allium lineare
- Allium linearifolium
- Allium lipskyanum
- Allium listera
- Allium litardierei
- Allium litorale
- Allium litvinovii
- Allium lojaconoi
- Allium longanum
- Allium longicollum
- Allium longifolium
- Allium longipapillatum
- Allium longiradiatum
- Allium longisepalum
- Allium longispathum
- Allium longistylum
- Allium longivaginatum
- Allium lopadusanum
- Allium loratum
- Allium lusitanicum
- Allium luteolum
- Allium lutescens
- Allium lycaonicum
- Allium maackii
- Allium macedonicum
- Allium machmelianum
- Allium macleanii
- Allium macranthum
- Allium macrochaetum
- Allium macropetalum
- Allium macrostemon
- Allium macrostylum
- Allium macrum
- Allium madidum
- Allium mairei
- Allium majus
- Allium makrianum
- Allium malyschevii
- Allium maniaticum
- Allium mannii
- Allium maowenense
- Allium marathasicum
- Allium mareoticum
- Allium margaritae
- Allium margaritiferum
- Allium marginatum
- Allium mariae
- Allium marschalianum
- Allium massaessylum
- Allium materculae
- Allium maximowiczii
- Allium megalobulbon
- Allium melanantherum
- Allium melananthum
- Allium melanogyne
- Allium melitense
- Allium melliferum
- Allium membranaceum
- Allium meteoricum
- Allium mexicanum
- Allium michaelis
- Allium michoacanum
- Allium micranthum
- Allium microdictyon
- Allium microspathum
- Allium minutiflorum
- Allium minutum
- Allium mirum
- Allium mirzajevii
- Allium moderense
- Allium moly
- Allium monanthum
- Allium mongolicum
- Allium monophyllum
- Allium montelburzense
- Allium montibaicalense
- Allium monticola
- Allium moschatum
- Allium mozaffarianii
- Allium multibulbosum
- Allium multiflorum
- Allium munzii
- Allium myrianthum
- Allium najafdaricum
- Allium nanodes
- Allium narcissiflorum
- Allium nathaliae
- Allium neapolitanum
- Allium nebrodense
- Allium negevense
- Allium nemrutdaghense
- Allium neriniflorum
- Allium nevadense
- Allium nevii
- Allium nevsehirense
- Allium nevskianum
- Allium nigrum
- Allium noëanum
- Allium notabile
- Allium nuristanicum
- Allium nutans
- Allium obliquum
- Allium obtusiflorum
- Allium obtusum
- Allium ochotense
- Allium oleraceum
- Allium oliganthum
- Allium olivieri
- Allium oltense
- Allium olympicum
- Allium omeiense
- Allium opacum
- Allium ophiophyllum
- Allium oporinanthum
- Allium oreodictyum
- Allium oreophiloides
- Allium oreophilum
- Allium oreoprasoides
- Allium oreoprasum
- Allium oreoscordum
- Allium oreotadzhikorum
- Allium orientale
- Allium orientoiranicum
- Allium orunbaii
- Allium oschaninii
- Allium ovalifolium
- Allium ownbeyi
- Allium paepalanthoides
- Allium palentinum
- Allium pallasii
- Allium pallens
- Allium pamiricum
- Allium pangasicum
- Allium paniculatum
- Allium panjaoense
- Allium papillare
- Allium paradoxum
- Allium parciflorum
- Allium pardoi
- Allium parishii
- Allium parnassicum
- Allium parryi
- Allium parvulum
- Allium parvum
- Allium passeyi
- Allium pendulinum
- Allium peninsulare
- Allium pentadactyli
- Allium perdulce
- Allium permixtum
- Allium peroninianum
- Allium pervestitum
- Allium petraeum
- Allium petri
- Allium pevtzovii
- Allium phalereum
- Allium phanerantherum
- Allium phariense
- Allium phitosianum
- Allium phrygium
- Allium phthioticum
- Allium pictistamineum
- Allium pilosum
- Allium platakisii
- Allium platycaule
- Allium platyspathum
- Allium plummerae
- Allium plurifoliatum
- Allium podolicum
- Allium pogonotepalum
- Allium polyanthum
- Allium polyrhizum
- Allium ponticum
- Allium popovii
- Allium potosiense
- Allium praecox
- Allium praemixtum
- Allium prattii
- Allium proponticum
- Allium prostratum
- Allium protensum
- Allium pruinatum
- Allium przewalskianum
- Allium psebaicum
- Allium pseudoalbidum
- Allium pseudoampeloprasum
- Allium pseudobodeanum
- Allium pseudocalyptratum
- Allium pseudoflavum
- Allium pseudofraseri
- Allium pseudophanerantherum
- Allium pseudostamineum
- Allium pseudostrictum
- Allium pseudowinklerianum
- Allium pskemense
- Allium pueblanum
- Allium pumilum
- Allium punctum
- Allium pustulosum
- Allium pyrenaicum
- Allium qasyunense
- Allium ramazanicum
- Allium ramosum
- Allium rausii
- Allium rechingeri
- Allium reconditum
- Allium regelianum
- Allium regelii
- Allium registanicum
- Allium retrorsum
- Allium reuterianum
- Allium rhabdotum
- Allium rhetoreanum
- Allium rhizomatum
- Allium rhodiacum
- Allium rhodopeum
- Allium rhynchogynum
- Allium rinae
- Allium ritsi
- Allium robertianum
- Allium robinsonii
- Allium roborowskianum
- Allium robustum
- Allium rollovii
- Allium rosenbachianum
- Allium rosenorum
- Allium roseum
- Allium rothii
- Allium rotundum
- Allium rouyi
- Allium roylei
- Allium rubellum
- Allium rubens
- Allium rubrovittatum
- Allium rude
- Allium ruhmerianum
- Allium runemarkii
- Allium runyonii
- Allium rupestre
- Allium rupestristepposum
- Allium rupicola
- Allium sabulosum
- Allium sabzakense
- Allium sacculiferum
- Allium sairamense
- Allium salinum
- Allium samothracicum
- Allium samurense
- Allium sanbornii
- Allium sandrasicum
- Allium sannineum
- Allium saposhnikovii
- Allium saralicum
- Allium sarawschanicum
- Allium sativum
- Allium savii
- Allium saxatile
- Allium scaberrimum
- Allium scabriflorum
- Allium scabriscapum
- Allium schachimardanicum
- Allium schergianum
- Allium schischkinii
- Allium schmitzii
- Allium schoenoprasoides
- Allium schoenoprasum
- Allium schrenkii
- Allium schubertii
- Allium schugnanicum
- Allium scilloides
- Allium scorodoprasum
- Allium scorzonerifolium
- Allium scotostemon
- Allium scrobiculatum
- Allium semenovii
- Allium senescens
- Allium sergii
- Allium serra
- Allium setifolium
- Allium severtzovioides
- Allium sewerzowii
- Allium sharsmithiae
- Allium shatakiense
- Allium shelkovnikovii
- Allium shevockii
- Allium sibthorpianum
- Allium siculum
- Allium sieheanum
- Allium sikkimense
- Allium simillimum
- Allium sinaiticum
- Allium sindjarense
- Allium sinkiangense
- Allium sintenisii
- Allium siphonanthum
- Allium sipyleum
- Allium siskiyouense
- Allium sivasicum
- Allium sochense
- Allium songpanicum
- Allium sordidiflorum
- Allium sosnovskyanum
- Allium spathaceum
- Allium spathulatum
- Allium speculae
- Allium sphaerocephalon
- Allium spicatum
- Allium spirale
- Allium spirophyllum
- Allium splendens
- Allium sprengeri
- Allium spurium
- Allium stamineum
- Allium staticiforme
- Allium stearnianum
- Allium stellatum
- Allium stellerianum
- Allium stenodon
- Allium stenopetalum
- Allium stephanophorum
- Allium stipitatum
- Allium stocksianum
- Allium stoloniferum
- Allium stracheyi
- Allium strictum
- Allium struzlianum
- Allium stylosum
- Allium suaveolens
- Allium subangulatum
- Allium subhirsutum
- Allium subkopetdagense
- Allium subnotabile
- Allium subtilissimum
- Allium subvillosum
- Allium sulphureum
- Allium suworowii
- Allium svetlanae
- Allium synnotii
- Allium szovitsii
- Allium taciturnum
- Allium taeniopetalum
- Allium taishanense
- Allium talassicum
- Allium talijevii
- Allium talyschense
- Allium tanguticum
- Allium taquetii
- Allium tardans
- Allium tardiflorum
- Allium tashkenticum
- Allium tauricola
- Allium tchihatschewii
- Allium tekesicola
- Allium telaponense
- Allium tel-avivense
- Allium telmatum
- Allium tenuicaule
- Allium tenuiflorum
- Allium tenuissimum
- Allium teretifolium
- Allium texanum
- Allium textile
- Allium thessalicum
- Allium thunbergii
- Allium tianschanicum
- Allium togashii
- Allium tokaliense
- Allium tolmiei
- Allium tourneuxii
- Allium trachycoleum
- Allium trachyscordum
- Allium transvestiens
- Allium traubii
- Allium trautvetterianum
- Allium tribracteatum
- Allium trichocnemis
- Allium tricoccum
- Allium trifoliatum
- Allium trifurcatum
- Allium tripedale
- Allium tripterum
- Allium triquetrum
- Allium truncatum
- Allium tschimganicum
- Allium tschulaktavicum
- Allium tubergenii
- Allium tuberosum
- Allium tubiflorum
- Allium tuchalense
- Allium tulipifolium
- Allium tuncelianum
- Allium tuolumnense
- Allium turcicum
- Allium turcomanicum
- Allium turkestanicum
- Allium turtschicum
- Allium tuvinicum
- Allium tytthanthum
- Allium tytthocephalum
- Allium ubipetrense
- Allium ubsicola
- Allium umbilicatum
- Allium unifolium
- Allium urmiense
- Allium ursinum
- Allium valdecallosum
- Allium valdesianum
- Allium valentinae
- Allium validum
- Allium wallichii
- Allium vallivanchense
- Allium variegatum
- Allium warzobicum
- Allium vasilevskajae
- Allium vavilovii
- Allium weissii
- Allium wendelboanum
- Allium wendelboi
- Allium verticillatum
- Allium weschniakowii
- Allium vescum
- Allium victorialis
- Allium victoris
- Allium wiedemannianum
- Allium willeanum
- Allium vineale
- Allium vinicolor
- Allium winklerianum
- Allium virgunculae
- Allium viridiflorum
- Allium viridulum
- Allium vodopjanovae
- Allium woronowii
- Allium vvedenskyanum
- Allium xiangchengense
- Allium xichuanense
- Allium xiphopetalum
- Allium yanchiense
- Allium yildirimlii
- Allium yongdengense
- Allium yosemitense
- Allium yuanum
- Allium zagricum
- Allium zaissanicum
- Allium zaprjagajevii
- Allium zebdanense
- Allium zergericum